# A.S.D. Arenzano F.C.
- ASD Arenzano FC là một câu lạc bộ bóng đá Ý, có trụ sở tại Arenzano, Liguria. Hiện tại đội đang chơi ở giải Promozine Liguria/A, giải hạng 6 bóng đá Ý

## Lịch sử

### Từ PD của Borgorosso Arenzano đến ASD Arenzano FC
Trong mùa giải 2010-11, Borgorosso Arenzano PD đã bị rớt xuống Eccellenza từ Serie D nhóm A.
Vào mùa hè năm 2011, câu lạc bộ đã đổi tên thành tên hiện tại trước khi tham gia năm 2011-12 Eccellenza Liguria.
Trong mùa giải 2011-12, Arenzano đã xuống hạng Promozione Liguria từ Eccellenza Liguria.

## Màu sắc và huy hiệu
Màu sắc của đội là trắng, đỏ và đen.

## Đội hình hiện tại
Để xem các cầu thủ của đội hiện tại bấm vào đây.

## Danh hiệu
- Eccellenza Liguria: 2008